# Julia Landenberger
Julia Landenberger (* 22. Dezember 2003 in Winterbach) ist eine deutsche Fußballspielerin, die aktuell bei RB Leipzig unter Vertrag steht.

## Karriere

### Vereine
Landenberger begann Anfang des Jahres 2008 in ihrem Geburtsort beim dort ansässigen VfL Winterbach mit dem Fußballspielen und durchlief die Altersklassen bis zur E-Jugend, bevor sie zum FSV Waiblingen wechselte. Im Alter von 15 Jahren spielte sie dann ein Jahr lang in der B-Jugendmannschaft des SC Freiburg, für die sie in der Saison 2019/20 neun Punktspiele in der Staffel Süd der B-Juniorinnen-Bundesliga bestritt und zwei Tore erzielte. Zur Saison 2020/21 rückte sie in die Zweite Mannschaft der Frauen auf und bestritt in ihrer Premierensaison im Seniorinnenbereich vier Punktspiele in Gruppe 1 der Regionalliga Süd. Ihr Debüt am 13. September 2020 (1. Spieltag) beim 3:1-Sieg im Heimspiel gegen die TSG Neu-Isenburg krönte sie mit ihrem Treffer zum Endstand in der 59. Minute sogleich mit ihrem ersten Tor.
Zur Saison 2021/22 wechselte sie zum Zweitligisten FC Bayern München II. In der Rückserie derselben Spielzeit kam sie zudem mehrfach für die Erste Mannschaft zum Einsatz: Ihr Bundesligadebüt gab sie am 6. Februar 2022 (13. Spieltag) beim 4:0-Heimsieg gegen den SC Sand mit Einwechslung für Sarah Zadrazil  in der 87. Minute. Es folgten vier weitere Einsätze vom 17. bis zum 20. Spieltag. Per Einwechslung für Lineth Beerensteyn in der Verlängerung des Viertelfinal-Rückspiels in der Champions League beim 2:2 n. V. bei Paris Saint-Germain absolvierte sie am 30. März 2022 ihr erstes internationales Spiel für die Münchnerinnen. Ihr erstes Tor auf internationaler Bühne gelang ihr am 15. Dezember 2022 mit dem 4:0-Endstand gegen den FC Rosengård unmittelbar nach ihrer Einwechslung.
Im Sommer 2024 wurde sie für die folgende Spielzeit an Bundesliga-Neuling RB Leipzig ausgeliehen. Zur Saison 2024/25 wurde sie von Leipzig fest verpflichtet und erhielt einen Drei-Jahres-Vertrag.

### Nationalmannschaft
Landenberger bestritt für die Nachwuchs-Nationalmannschaften der Altersklasse U16 und U17 innerhalb von zwei Jahren insgesamt 13 Länderspiele, in denen sie fünf Tore erzielte. Ihr Debüt als Nationalspielerin gab sie am 30. Oktober 2018 im Berliner Friedrich-Ludwig-Jahn-Sportpark beim 4:2-Sieg im Testspiel gegen die U-16-Nationalmannschaft Dänemarks. Zur zweiten Halbzeit für Muriel Kroflin eingewechselt, erzielte sie mit dem Ausgleichstreffer zum zwischenzeitlichen 2:2 in der 54. Minute auch ihr erstes Länderspieltor. Im Rahmen der ersten Qualifikationsrunde für die Europameisterschaft 2022 debütierte sie am 15. September 2021 beim 6:1-Sieg über Russland in der U-19-Nationalmannschaft. Am 24. Oktober 2024 nahm sie am ersten Spiel der kurz zuvor reaktivierten U23 teil.

## Erfolge
- Deutscher Meister: 2023 (mit dem FC Bayern München)